# Барбара Долл
Ба́рбара Долл (англ. Barbara Doll; 7 травня 1972, Руан, Франція) — французька порноакторка та порнорежисерка.

## Біографія
Народилась 7 травня 1972 року в Руані. 
У 1993 році потрапила в порноіндустрію у віці 21 року, у порнофільмі Au dela du Miroir («Перед дзеркалом») режисера Майкла Д'Анджело для порностудії Марка Дорселя. У 1995 році була удостоєна премії Hot d'Or в категорії «Найкраща європейська старлетка» за фільм «Butt Banged Bicycle Babes» (1994) студії Anabolic Video. Знімалась у жанрах лесбійського та жорсткого порно, часто у сценах з подвійним проникненням; працювала з такими порностудіями, як Sin City, Anabolic Video, Wicked Pictures, VCA, Private, Digital Playground, Vivid. 
Одним з останніх її порнофільмів став «Rear Ended Roommates» (1997). Усього з 1993 по 1997 роки як знялась у понад 120 порнофільмах.
З 1995 по 1997 роки зняла кілька порнофільмів як режисерка для Channel 69.

## Вибрана фільмографія
| Назва                     | Студія             | Рік  |
| ------------------------- | ------------------ | ---- |
| Au dela du miroir         | Video Marc Dorcel  | 1993 |
| Backstage Pass            | Sin City           | 1994 |
| Butt Banged Bicycle Babes | Anabolic Video     | 1994 |
| Domination                | Wicked Pictures    | 1994 |
| New Wave Hookers 4        | VCA                | 1994 |
| Golden Triangle 1         | Private            | 1994 |
| Pussyman 6                | Digital Playground | 1994 |
| Cloud 9                   | Vivid              | 1994 |

## Нагороди та номінації
| Рік  | Премія   | Результат | Категорія                      | Фільм |
| ---- | -------- | --------- | ------------------------------ | ----- |
| 1995 | Hot d'Or | Перемога  | Найкраща європейська старлетка | Н/Д   |